# Mărăcineni (Argeș)
Mărăcineni is een Roemeense gemeente in het district Argeș.
Mărăcineni telt 4927 inwoners.